# Aeroportul Masslo
Aeroportul Masslo (IATA: MZX, ICAO: HAML) este un aeroport din Etiopia.
aeroportul dispune de o singură pistă.